# Верхня Кардаїловка
Верхня Кардаї́ловка (рос. Верхняя Кардаиловка) — село у складі Кваркенського району Оренбурзької області, Росія.
Стара назва — Верхньокардаїловка.

## Населення
Населення — 238 осіб (2010; 276 у 2002).
Національний склад (станом на 2002 рік):
- росіяни — 56 %
- казахи — 36 %